# Мокровка (Мордовия)
Мокровка — посёлок в Ардатовском районе Мордовии. Входит в состав Редкодубского сельского поселения.

## История
Образован в годы столыпинской реформы. По данным на 1913 г. Митропольские Выселки (Мокровка) состояли из 10 дворов.

## Население
| 2002 | 2010 |
| ---- | ---- |
| 0    | ↗1   |